# 相馬貞胤
相馬 貞胤（そうま さだたね、万治2年5月9日（1659年6月28日） - 延宝7年11月23日（1679年12月25日））は、江戸時代前期の大名。相馬氏第20代当主。陸奥相馬中村藩第4代藩主。第3代藩主・相馬忠胤の長男。母は第2代藩主・相馬義胤の娘。正室は板倉重矩の娘。官位は従五位下、出羽守。
延宝元年（1673年）、父・忠胤の死去により、同年12月25日、4代藩主に就任する。同月28日、従五位下出羽守に叙任される。しかし、6年後の延宝7年（1679年）に死去した。男子がなく、家督は弟・昌胤が継いだ。

## 系譜
父母
- 相馬忠胤（父）
- 亀姫 ー 相馬義胤の娘（母）

正室
- 板倉重矩の娘

養子
- 相馬昌胤 ー 実弟